# 加拉廷鎮區 (密蘇里州克萊縣)
加拉廷鎮區（英語：Gallatin Township）是位於美國密蘇里州克萊縣的一個行政鎮區。

## 地方資料
加拉廷鎮區的面積為78.57平方千米，當中陸地面積為76.36平方千米，而水域面積為2.20平方千米。根據2020年美國人口普查的數據，當地共有人口74471人，而人口密度為每平方千米947.83人。